# Lifelover
Lifelover foi uma banda sueca de black metal formada em 2005 por Jonas Bergqvist e Kim Carlsson.[carece de fontes?] A banda acabou após a morte de Bergqvist em setembro de 2011, pois ele era o guitarrista e principal compositor da banda. Mesmo considerada como sendo uma banda de metal, combinou vários outros gêneros em sua música, como o post punk, o dark ambient, o doom metal e o gothic rock. Por sua atmosfera pesada e letras depressivas, o Lifelover é creditado como uma das principais influências do depressive suicidal black metal.

## História
O Lifelover foi formado em junho de 2005 por Jonas "B" Bergqvist e Kim "()" Carlsson em Estocolmo, Suécia. Uma demo chamada Promo 2005 foi gravada no mesmo mês, mas nunca foi lançada oficialmente e consistia de Carlsson e B tocando guitarras com sons ambiente em duas faixas muito longas, totalizando quase uma hora de duração de gravação, a banda descreveu estas duas faixas como "miséria improvisada". Após este lançamento, a gravação de Pulver começou em abril de 2006, juntamente com uma grande mudança na direção musical em comparação com a demo Promo 2005. Os backing vocals / letristas LR e 1853 foram recrutados para a banda neste momento, e o álbum foi finalizado em maio de 2006. Foi lançado pela Goatowarex em julho de 2006.
O segundo álbum da banda, Erotik, foi lançado pela Total Holocaust Records em 24 de fevereiro de 2007; o guitarrista H. havia se juntado à banda a essa altura. No final de 2007, a Lifelover assinou um contrato com a Avantgarde Music e recrutou dois novos membros, Fix no baixo e S. na bateria ao vivo. LR deixou a banda em abril de 2008. Lifelover fez seu primeiro show ao vivo em Estocolmo em setembro de 2008 e seu terceiro álbum, Konkurs, foi lançado pela Avantgarde no mês seguinte.
A Osmose Productions relançou Pulver e Erotik em CD em 2009, Erotik foi reeditado em 21 de janeiro de 2009 e Pulver em 7 de maio. O membro 1853 e o baterista ao vivo S. deixaram a banda em maio de 2009. Lifelover lançou um mini-álbum, Dekadens, em julho de 2009 (pela Osmose Productions), o primeiro (e único) lançamento do Lifelover com bateria real que está em contraste para a programação de bateria que a banda usaria em todos os seus outros álbuns. A bateria foi fornecida pelo mais novo membro da banda, Non. Em fevereiro de 2011, seu quarto álbum completo, Sjukdom, foi lançado pela Prophecy Productions. O baterista Non havia deixado a banda nesse ponto, enquanto LR e 1853 voltaram a contribuir para o álbum.
Em 10 de setembro de 2011, foi confirmado que o membro da banda B morreu no dia anterior. Um comunicado oficial divulgado em 16 de setembro afirmou que ele havia morrido durante o sono após uma overdose na noite anterior com seus medicamentos prescritos. Foi provado que foi uma morte acidental após uma investigação ter sido seguida de suicídio e crime excluído, e um relatório oficial de autópsia divulgado meses depois indicou "envenenamento e overdose" como a causa da morte. Os membros restantes decidiram se separar, citando o papel insubstituível de B como compositor e compositor principal, e afirmaram que os seus últimos shows foram os realizados na Bélgica e na Holanda no final de semana seguinte à morte de B. Depois desses shows, a banda tinha planejado tocar mais um show em 14 de outubro de 2011 dedicado a B, mas depois decidiu contra isso, colocando a banda para descansar em respeito a ele.

## Nome da banda
O nome da banda veio quando Jonas "B" Bergqvist foi chamado de "Lifelover", "Amante da Vida" por um homem que ele detestava. Ele nomeou a banda Lifelover com a ideia de que as pessoas podem "nos chamar de qualquer coisa que quiserem". O ex-baterista Joel "Non" Malmén acrescentou isso dizendo "somos todos amantes da vida em nosso próprio sentido; nosso próprio senso pessoal".

## Membros

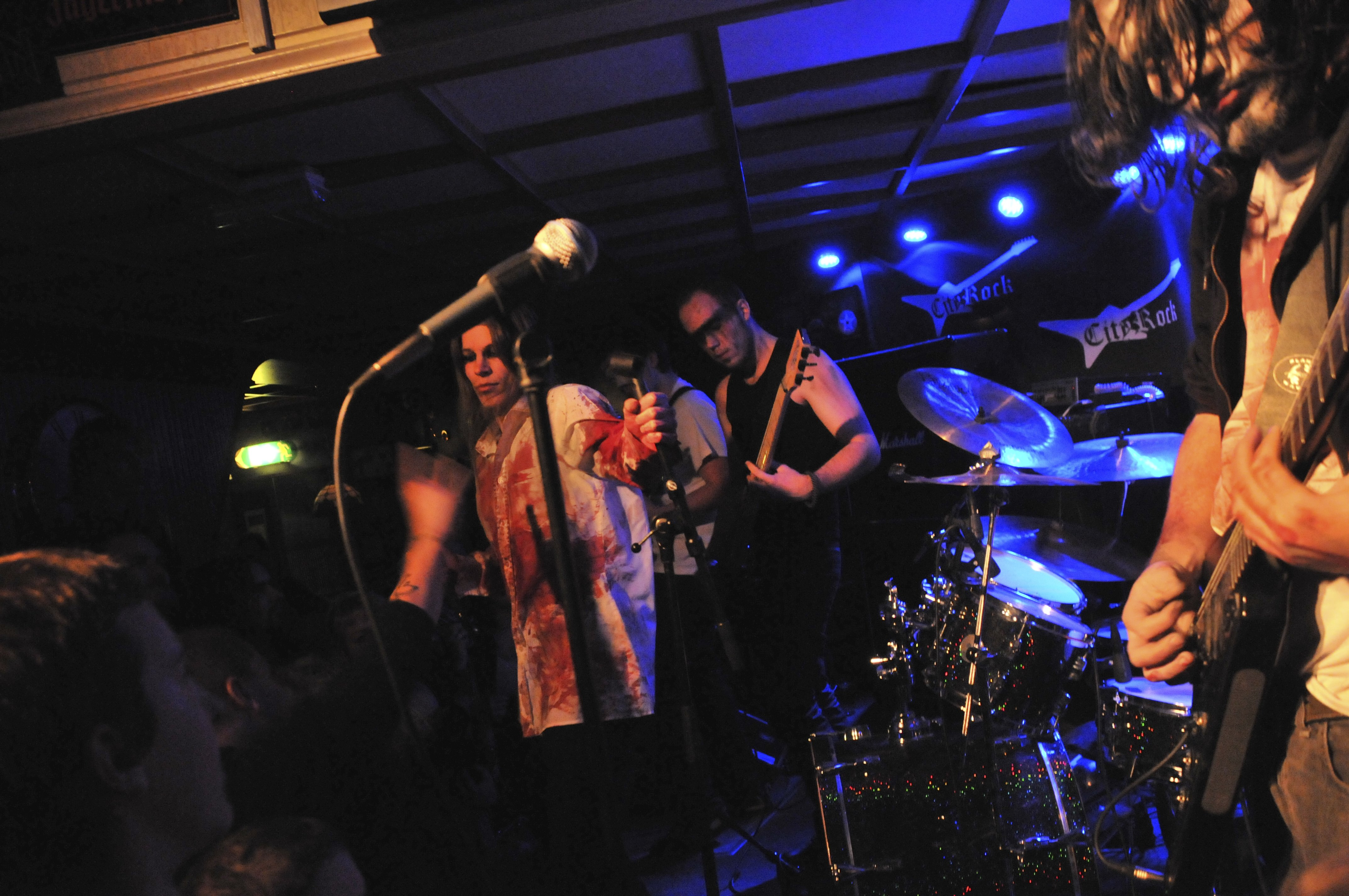
Lifelover se apresentando ao vivo em Estocolmo, 2008.

- Jonas "B" Bergqvist – guitarra
- Kim "( )" Carlsson – vocal
- Henrik "H." Huldtgren [6] – guitarra
- Felix "Fix" Öhlén[6] – baixo
- Fredrik Kral[6] – bateria

## Discografia
Albuns de estúdio
- Pulver (2006)
- Erotik (2007)
- Konkurs (2008)
- Sjukdom (2011)

EP
- Dekadens (2009)

Demo
- Promo 2005 (2005)